# Acalypha fuscescens
Acalypha fuscescens är en törelväxtart som beskrevs av Johannes Müller Argoviensis. Acalypha fuscescens ingår i släktet akalyfor, och familjen törelväxter. Inga underarter finns listade i Catalogue of Life.